# Final Doom
Final Doom – oficjalny dodatek do gry komputerowej pt. Doom II. Składają się na niego dwa 32-poziomowe epizody: TNT: Evilution autorstwa TeamTNT oraz The Plutonia Experiment braci Dario i Milo Casali. Final Doom został wydany w 1996 i dystrybuowany jako oficjalny produkt id Software. Dodatkowo poza wersjami gry na komputery PC i Macintosh, Final Doom został wydany również na konsolę PlayStation. Ta wersja gry zawierała wybrane poziomy z komputerowej wersji Final Doom oraz Master Levels for Doom II.